# Hadrijanova vila
Hadrijanova vila (talijanski: Villa Adriana) je veliki rimski arheološki kompleks u Tivoliju, Italija. Hadrianova vila je upisana na UNESCO-ov popis mjesta svjetske baštine u Europi kao važna kulturna i arheološka lokacija, zajedno s obližnjom vilom d’Este. One su i važne turističke destinacije u Laciju. Vila je zbog ubrzanog prpadanja ruševina dospjela na UNESCO-ov popis 100 najugroženijih mjesta svjetske baštine na svijetu.

## Povijest
Rimski car Hadrijan je izgradio vilu u Tiburu (današnji Tivoli) kao mjesto za odmor od Rima u 2. stoljeću (oko 153. god.). Navodno, Hadrijan nije volio palaču na Palatinu zbog velike gužve i želio je mirnije mjesto za život iz kojega će vladati Carstvom. U tu svrhu je vila izgrađena poput stambene palače, a poštanski sustav je povezivao s Rimom.
Nakon Hadrijana, vilu su koristili i ostali carevi, a nakon pada Rimskog Carstva vila je djelomično uništena. U 16. stoljeću kardinal Ippolito II. d'Este je iskoristio mramor i skulpture iz ove vile kako bi uresio svoju obližnju vilu (Villa d'Este).
Proučavanje spomenika Hadrijanove vile odigralo je presudnu ulogu u otkrivanju elemenata antičke klasične arhitekture u renesansi i baroku. Također je značajno utjecala na mnoge arhitekte i dizajnere u 19. i 20. stoljeću.
Godine 1998. otkrivena je monumentalni mauzolej Antinoja (Hadrijanovog ljubavnika koji se udavio u Egiptu)

## Arhitektura
Hadrianova vila je kompleks od preko 30 građevina koji zauzima oko 1 km², većinom još neotkriven. Kompleks sadržava palaču, nekoliko termi, kazalište, hramove, knjižnice, državničke prostorije i odaje za dvorjane, pretorijansku gardu i robove. 
Vila je bila najveći primjer rimskog Aleksandrijskog vrta kojemu je namjera bila da predstavi sveti krajolik. Tako vila sažima utjecaje drugih kultura, prije svega Grčke i Egipta. 
Jedan od najbolje očuvanih dijelova vile je bazen Kanopus (Canopus, ime po egipatskom gradu u kojemu je bio hram posvećen Serapisu – Serapeum) i umjetna špilja (Serapeum). Hadrijan, kao vladar koji je mnogo putovao i razumio se u arhitekturu, posudio je mnoge stvari, poput karijatida Canopusa ili skulptura egipatskog minijaturnog boga plodnosti Besa. 
Grčko "Morsko kazalište" ima klasične jonske stupove, dok su kupola glavne građevine i korintski lukovi Canopusa i Serapeuma čista rimska arhitektura. Ovo “kazalište” se sastoji od okruglog trijema (portika) sa stupovima koji nose bačvasti svod, dok je iznutra poluprstenasti bazen s otokom u sredini koji je nekada bio povezan s trijemom s dva pokretna mosta. Na otoku se nalazi mala rimska kuća (Domus) s atrijem, knjižnicom, triklinij (triclinium) i malo kupatilo. 
Okolica također ima složenu mrežu podzemnih tunela koji su služili za promet sluga i namirnica iz jednog dijela u drugi. Nadzemni putevi su služili više rangiranim dvorjanima. kupole i bačvasti svodovi se nalaze posvuda; kupole parnih kupelji imaju okrugle otvore kako bi para mogla izlaziti, a podsjećaju na Panteon u Rimu. 
- Kanopos
- Grčko Morsko kazalište
- Venerin hram
- Velike terme
- Dvorana filozofa

## Dekoracije
Mnoga umjentička djela su iskopana i obnovljena u vili (mramorna skulptura Antinoja, te mozaici iz kazališta i kupatila, ali i monoge kopije grčkih skulptura poput Ranjene Amazonke i egipatskih verzija rimskih božanstava i obratno). Većina ih je odnosena u Rim i mogu se vidjeti u Kaptolskom muzeju (Musei Capitolini) ili Vatikanskom muzeju (Musei Vaticani.  Nažalost, brojne umjentine iskopane u 18. stoljeću su preprodavači umjetnina (poput Piranesija ili Gavina Hamiltona) prodali za umjentičke zbirke širom svijeta.
Slavna djela pronađena u vili su:
- Diskobol – rimska mramorna kopija Mironovog originala iz 5. st. pr. Kr.
- Mozaik golubice – kopija slavnog helenističkog mozaika, Kapitolski muzeji
- Versajska Dijana, Louvre
- Sagnuta Venera
- Kapitolinski Antinoj
- Mladi Kentaur i Stari Kentaur